# Velius Paulus
Velius Paulus (sein Praenomen ist nicht bekannt) war ein im 1. Jahrhundert n. Chr. lebender römischer Politiker.
Durch einen Brief (Epistulae X, 58, 3) von Plinius an Trajan (98–117) sowie durch die Antwort von Trajan (Epistulae X, 60, 1) ist belegt, dass Paulus Statthalter (Proconsul) in der Provinz Bithynia et Pontus war; er amtierte während der Regierungszeit von Titus (79–81), vermutlich um 79/80, in der Provinz.